# Matthew Slater
Matthew Wilson Slater (* 9. September 1985 in Orange, Kalifornien) ist ein ehemaliger US-amerikanischer Footballspieler. Nominell war seine Feldposition die des Wide Receivers, hauptsächlich spielte er in den Special Teams als Gunner. Er spielte 16 Jahre lang in der National Football League (NFL) für die New England Patriots, mit denen er dreimal den Super Bowl gewann. Slater wurde zehnmal in den Pro Bowl gewählt.

## Karriere

### NFL

#### New England Patriots
Slater wurde im NFL Draft 2008 von den Patriots an 153. Stelle gezogen und etablierte sich im Team von Head Coach Bill Belichick als zuverlässiger Special Teamer. Regelmäßig erzielt er eine zweistellige Zahl von Tackles gegen gegnerische Kick Returner bzw. Punt Returner und ist kontinuierlich an der Spitze in der Statistik der Special-Teams-Tackles. Zudem wurde Slater sporadisch selbst als Kick Returner eingesetzt. Für seine Leistungen wurde er seit 2011 fünfmal in das Pro-Bowl-Spiel der besten NFL-Profis gewählt. Mit New England gewann Slater in der Saison 2014 den Super Bowl XLIX und zwei Jahre später den Super Bowl LI. Beim Super Bowl LI, das erste Super-Bowl-Match mit Overtime, spielte Slater eine wichtige Nebenrolle, da er beim Münzwurf richtig lag, die Patriots daher entscheiden konnten, die erste Angriffsserie zu fahren und diese zum spielentscheidenden Touchdown verwerteten.
Im Januar 2017 erhielt Slater den Bart Starr Award, der jährlich an einen American-Football-Spieler der NFL vergeben wird, der im vorausgegangenen Spieljahr durch seinen außergewöhnlichen Charakter auffiel, sich als Führungsspieler herausstellte und innerhalb seines sozialen Umfelds besonders aktiv hervortrat.
Am 20. Februar 2024 gab Slater nach 16 Jahren in der NFL sein Karriereende bekannt.

## Privat
Slater stammt aus einer sportlichen Familie. Sein Vater Jackie Slater war ebenfalls Footballspieler und ist Mitglied der Pro Football Hall of Fame.